# Serjania yucatanensis
Serjania yucatanensis är en kinesträdsväxtart som beskrevs av Standley. Serjania yucatanensis ingår i släktet Serjania och familjen kinesträdsväxter. Inga underarter finns listade i Catalogue of Life.